# Biła
Biła – dzielnica Szczyrku w formie ulicówki, położona w północnej części miasta, w dolinie potoku Biła, pomiędzy masywami górskimi Beskidka, Klimczoka i Magury.
Kazimierz Sosnowski w swym opracowanym jeszcze w latach międzywojennych „Przewodniku po Beskidach Zachodnich” opisywał Biłą jako dolinę ...krótką, szeroką i jasną, która w górnym końcu rozszerza się w piękny, zaciszny i słoneczny kocioł górski, z domami fantastycznie po zboczach rozrzuconymi.
Biła, dawniej samodzielna wieś w gminie Szczyrk, 20 lipca 1953 otrzymała status samodzielnej gromady w gminie Szczyrk. 5 października 1954 włączona wraz ze Szczyrkiem Dolnym i Górnym do nowo utworzonej gromady Szczyrk. W związku z nadaniem gromadzie Szczyrk statusu osiedla 1 stycznia 1956, stała się jego integralną częścią, a po otrzymaniu przez Szczyrk praw miejskich 1 stycznia 1973 – obszarem miejskim.

## Atrakcje turystyczne
- pozostałości po kompleksie skoczni narciarskich Biła
- skocznia narciarska Antoś
- naturalny tor saneczkowy
- wyciągi narciarskie na zboczach Beskidka
- schronisko THF „Chata Wuja Toma” na przełęczy Karkoszczonka
- punkt widokowy na Przełęczy Karkoszczonka.

## Szlaki turystyczne
– do Schroniska na Klimczoku przez Sanktuarium „Na Górce” – 1 godz. 55 min.
 – do Schroniska na Klimczoku – 2 godz. 20 min.
 – do Brennej przez Karkoszczonkę – 1 godz. 10 min.